# Feia Lacus
Feia Lacus est un lac de Titan, satellite naturel de Saturne.

## Caractéristiques
Feia Lacus est situé près du pôle Nord de Titan, centré sur 73,7° de latitude nord et 64,41° de longitude ouest, et mesure 47 km dans sa plus grande longueur. Découvert sur des images prises par la sonde Cassini en 2007, Feia Lacus fait partie des nombreux lacs qui parsèment la région septentrionale de Titan.

## Observation
Feia Lacus a été découvert par les images transmises par la sonde Cassini en 2007. Il a reçu le nom du lagoa Feia, un lac du Brésil.